# 阿倫·懷特希德

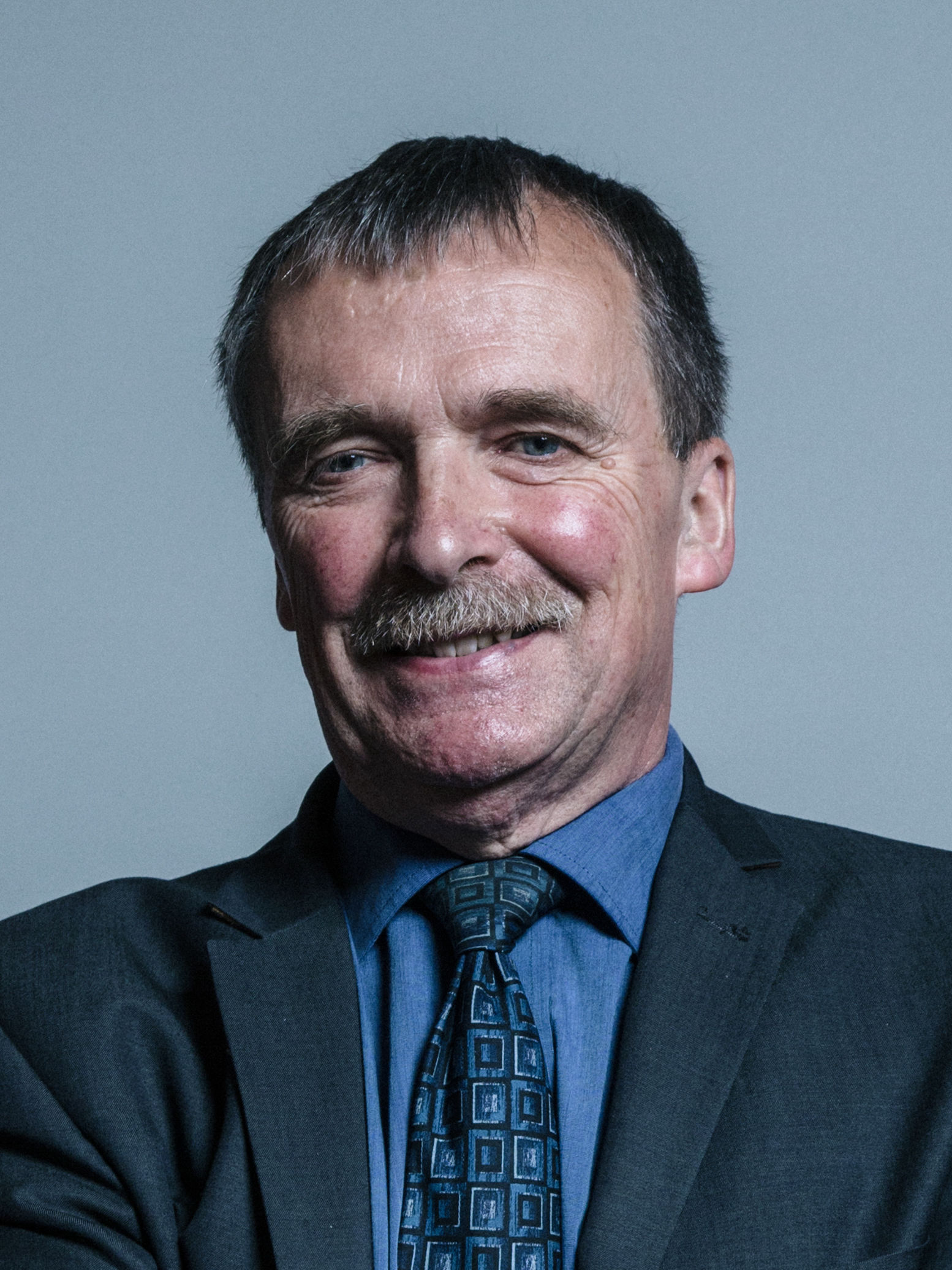

阿倫·懷特希德，CBE（Alan Whitehead，1950年9月15日—）是一位英格蘭政治人物，他的黨籍是工黨。

## 生平
自1997年開始，他擔任南安普頓泰斯特選區選出的英國下議院議員。